# اهونودگاه
اَهونَوَدگاه ahnavad نام نخستین روز از پنج روز اندرگاه است که آن را به نام نخستین سرود از گاهان پنجگانه زرتشت خوانده‌اند.
این سرود که «اهونویتی (Ahunavaiti)» نام دارد شامل ۷ سرود؛ از یسن ۲۸ تا یسن ۳۴ می‌باشد.